# Pueblo Libre (distrito de Lima)

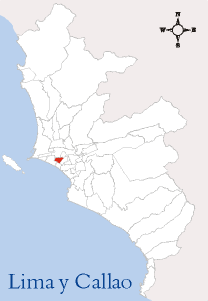
Pueblo Libre no Província de Lima.

O distrito de Pueblo Libre é um dos quarenta e três distritos que formam a Província de Lima, pertencente a Região Lima, na zona central do Peru. Neste distrito se encontrava a antiga redução de Magdalena Vieja. É um bairro residencial, não deixa de ser importante sedes de bancos e empresas privadas. Tem um Índice de Desenvolvimento Humano IDH de 0,7667 em 2007, um nível elevado, o mesmo que tem aumentado nos últimos anos. Cobertura educacional é de 98% e cobertura do serviço atinge 99,7%. 

## Transporte
O distrito de Pueblo Libre não é servido pelo sistema de estradas terrestres do Peru, visto ser uma comuna urbana da Área Metropolitana de Lima